# Мишков
Мѝшков или Мѝшкув (на полски: Myszków) е град в Южна Полша, Силезко войводство. Административен център е на Мишковски окръг. Обособен е в самостоятелна градска община с площ 73,59 км2.

## Население
Според данни от полската Централна статистическа служба, към 1 януари 2014 г. населението на града възлиза на 32 619 души. Гъстотата е 443 души/км2.